# Haddadus plicifer
Haddadus plicifer é uma espécie de anfíbio da família Craugastoridae. Endêmica do Brasil, onde pode ser encontrada no município de Igaraçu, no estado de Pernambuco.